# Walew
Walew [pronunciación en polaco: /ˈvalɛf/] es una aldea ubicada en el distrito administrativo de Gmina Daszyna, dentro del condado de Łęczyca, voivodato de Łódź, en el centro de Polonia. Se encuentra aproximadamente a 13 kilómetrosa al norte de Łęczyca y a 47 kilómetros al noroeste de la capital regional Łódź.